# Hilarie Burton
Pour les articles homonymes, voir Burton.
Hilarie Ross Burton Morgan, est une actrice et productrice américaine née le 1er juillet 1982 à Sterling, Leesburg, dans le comté de Loudoun, en Virginie, aux États-Unis.
Elle est révélée au grand public par le rôle de Peyton Sawyer dans la série Les Frères Scott (2003-2012) sur la chaîne The CW.

## Biographie

### Enfance et formation
Hilarie Ross Burton née le 1er juillet 1982 à Sterling, Leesburg, dans le comté de Loudoun, en Virginie, aux États-Unis.
Elle naît de Bill Burton, antiquaire et ancien béret vert (forces spéciales de l'Armée des États-Unis), et de Lisa Burton, agent immobilier. Elle a une grande sœur, Nathalie, et trois jeunes frères, Billy, Johnny et Conrad.
En 2000, elle sort diplômée du lycée Park View High School (Loudoun County, Virginia) (en). Elle est lors de sa dernière année, cheerleader, présidente du conseil des élèves et reine du bal. Volontaire, elle participe à des pièces de théâtre au collège et au lycée.
Attirée par le monde de la télévision et du cinéma, elle s'installe dans l'État de New York, plus riche en opportunités. Elle entre alors à l'université Fordham où elle fait notamment la connaissance de Michaela McManus qui deviendra sa partenaire dans Les Frères Scott quelques années plus tard. Elle reste deux ans à l'université.

## Vie privée
Elle n'a aucun lien de parenté avec l'acteur Steve Burton.

En 2004, elle entretient une relation avec Ian Prange, assistant-réalisateur sur la série Les Frères Scott. Le couple se sépare cinq ans plus tard et bien qu'on parle de divorce, elle annonce à l'occasion de son mariage en 2019, qu'ils n'ont jamais été mariés quoiqu'en disaient les rumeurs. 

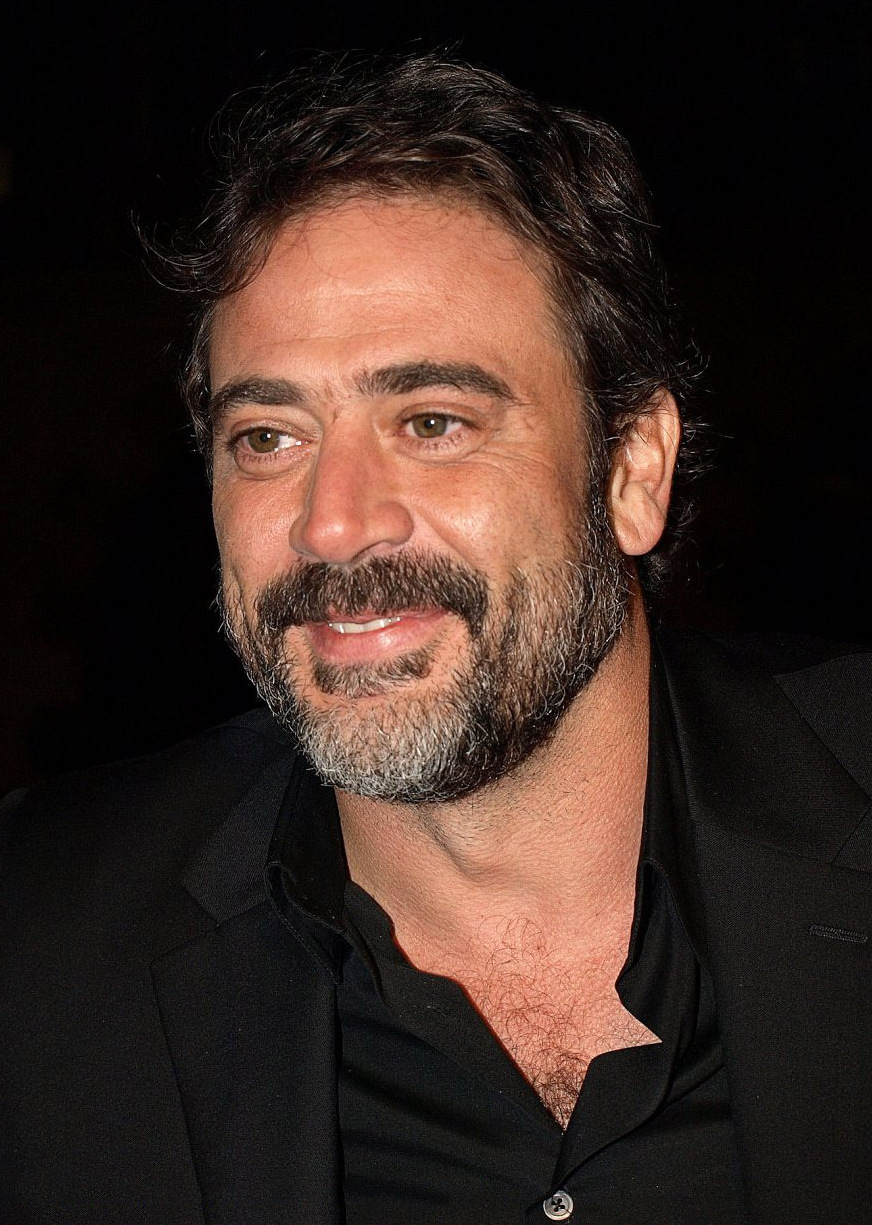
Son mari, l'acteur Jeffrey Dean Morgan en 2009.

La même année (2009), l'actrice se met en couple avec l'acteur Jeffrey Dean Morgan, qui lui a été présenté par son amie Danneel Ackles, sa co-star dans Les Frères Scott, avec la complicité de son mari, l'acteur Jensen Ackles qui interprète le rôle de son fils, Dean Winchester dans la série Supernatural,. Le couple donne rapidement naissance à un petit garçon nommé Augustus Morgan, né le 14 mars 2010 et à une petite fille nommée George Virginia Morgan, née le 16 février 2018. En mars 2018, elle annonce avoir fait plusieurs fausses couches ces cinq dernières années avant de finalement réussir à avoir un deuxième enfant.
Ils se marient le 5 octobre 2019, après 10 ans d'amour lors d'une cérémonie présidée par les acteurs Jensen Ackles et Norman Reedus, deux proches amis du couple.
La petite famille vit dans une ferme à Rhinebeck dans l'État de New York et élève des animaux tels que des vaches et des alpagas.
Après la mort en avril 2014 d’Ira Gutner, un très bon ami de Jeffrey, Hilarie et lui, ainsi que deux autres couples, rachètent le Samuel’s Sweet Shop à Rhinebeck, magasin de bonbons dont Ira était le propriétaire depuis plus de 20 ans. Aujourd'hui, les clients ont souvent l'occasion d'y croiser Hilarie et sa famille.
Elle est très proche de Danneel Ackles, Sophia Bush, Tyler Hilton, Antwon Tanner et Bethany Joy Lenz rencontrés sur le tournage des Frères Scott.
En novembre 2017, l'actrice révèle avoir été victime de harcèlement sexuel par Mark Schwahn, le créateur de la série Les Frères Scott,.

## Carrière

### Débuts et révélation télévisuelle
En septembre 2000, elle arrive dans l'État de New York et décroche un poste d'animatrice sur la chaîne MTV. Elle coanime à tour de rôle l'émission la plus populaire de la chaîne, Total Request Live, et ce en parallèle à ses études. Elle devient ainsi rapidement célèbre aux États-Unis en interviewant des vedettes du monde du spectacle telles que Snoop Dogg, Beyoncé, 50 Cent, les Fall Out Boy, Justin Timberlake, Christina Aguilera, Taylor Swift ou encore Eminem.
En juillet 2003, elle rejoint la distribution des Frères Scott ce qui la contraint à de fréquents allers et retours entre les studios de Total Request Live situés à Manhattan, et le plateau des Frères Scott situé à Wilmington en Caroline du Nord. Tous les vendredis, elle part à New York, et revient le lundi en Caroline du Nord. Elle quitte TRL en juillet 2005, mais revient quelquefois en tant qu'invitée. Elle participe au dernier épisode de l'émission qui prend fin en novembre 2008.
En décrochant l'un des rôles principaux dans Les Frères Scott, diffusée sur The WB puis sur The CW, elle devient célèbre au-delà des États-Unis. Elle y incarne Peyton Sawyer, une adolescente musicomane tourmentée qui, au fil des saisons, devient entrepreneuse et propriétaire d'un label de musique.
Elle fait ses premiers pas au cinéma dans Our Very Own (en), interprétant une lycéenne dans les années 1970. En 2007, elle joue dans le thriller The List puis retourne à la comédie dramatique avec Normal Adolescent Behavior, où elle joue de nouveau une lycéenne. En 2008, Elle joue dans le film d'horreur Solstice, dans la tragédie Le Secret de Lily Owens, ainsi que dans un épisode de la sitcom Little Britain USA.
En mai 2009, elle quitte la série Les Frères Scott après six saisons.

### Rôles réguliers
Après Les Frères Scott, elle joue aux côtés d'Hilary Duff dans le film dramatique Bloodworth (en) tourné en Caroline du Nord en mai 2009.
En juillet 2010, elle part vivre à New York où elle obtient un rôle récurrent dans la série criminelle FBI : Duo très spécial, celui de Sara Ellis, une enquêtrice d'assurances, rôle qui devient régulier à partir de la troisième saison.
En décembre 2011, elle joue dans l'épisode  Une vie de chien de la série policière Castle tournée à New York.
En septembre 2012, elle décroche le rôle principal du téléfilm de Noël La Liste du Père Noël tourné au Canada.
En mars 2013, après avoir quitté FBI : Duo très spécial, elle passe quelques jours à Los Angeles pour jouer dans trois épisodes de la neuvième saison de Grey's Anatomy où son mari avait auparavant interprété le patient Denny Duquette. Elle endosse ainsi le rôle du Dr Lauren Boswell, une spécialiste de la chirurgie fœtale qui est sollicitée pour un cas particulièrement compliqué et qui a une relation avec la pédiatre Arizona Robbins.
En juin 2013, elle part en Louisiane pour tourner dans le téléfilm Autant en emporte Noël aux côtés de Tyler Hilton qui interprétait Chris Keller dans Les Frères Scott. En octobre 2013, elle joue dans 4 épisodes de la première saison de la série Hostages, tournée à New York. En décembre 2013, elle joue également dans le film Dear Jen près de New York aux côtés de son ami Bryan Greenberg qui est également le réalisateur et producteur du film et qui incarnait Jake, un petit ami de Peyton dans Les Frères Scott.
En mai 2014, elle tourne à New York le film Growing Up Smith (en) et, d’août à décembre 2014, elle interprète Molly Dawes dans deux épisodes de la série Forever. En septembre 2014, elle repart au Canada pour le tournage du téléfilm Coup de foudre en sursis avec Paul Campbell, et également en août 2015 pour le téléfilm Le Renne des neiges avec Gabriel Hogan.
En mars 2016, elle apparaît dans un épisode de Togetherness, et en mai 2016 dans six épisodes de la saison 2 de Extant, série produite par Steven Spielberg, dont l'un des acteurs principaux n'est autre que son mari Jeffrey Dean Morgan et où l'on retrouve également son ancien partenaire des Frères Scott, Tyler Hilton. Le même mois, elle tourne au Canada dans le téléfilm romantique French Romance.
En 2017, elle joue dans plusieurs épisodes des saisons 1 et 2 L'Arme Fatale aux côtés de Clayne Crawford et Damon Wayans.
En 2018 et 2019, on la retrouve dans deux nouveaux téléfilms de Noël : La Proposition de Noël et Un Baiser pour Noël.
En 2020, elle a le rôle récurrent de Margot dans la nouvelle série Council of Dads (en).

## Autres activités
En janvier 2009, elle crée une boîte de production avec Kelly Tenney, membre de longue date de l'équipe de production des Frères Scott, ainsi que l'écrivain Nick Gray. Il s'agit de Southern Gothic, spécialisée dans l'écriture, le cinéma et les séries télévisées, avec pour objectif de produire des auteurs et acteurs locaux de la ville de Wilmington (lieu de tournage de la série Les Frères Scott).
Elle publie alors le blog officiel dédié où elle parle des films en création qu'elle souhaite produire. Au fil des mois, la société de production s'étoffe et arbore son propre logo en avril 2009. Le processus marketing de Southern Gothic suit son cours par la personnalisation de T-shirts à son effigie. Hilarie Burton, aimant à travailler de manière autonome, appose elle-même le logo sur chaque T-shirt avec l'aide de ses collègues. L'équipe se suffit ainsi à elle-même, conformément au vœu de la productrice en devenir. Un site officiel, plus complet et centré sur la société, est mis en ligne peu de temps après.
En août 2009, la première production de la société est postée sur leur site. Il s'agit du premier épisode d'une web-série intitulée The Friendship Union Community Theater, premier épisode financé par la vente des T-shirts. Les auditions ont eu lieu en mai 2009 avec de jeunes acteurs de Wilmington, inconnus du grand public. Les deux rôles principaux ont été attribués à Taylor Kowalski et Rachel Sutton ; Hilarie fait également une apparition. L'épisode a été écrit et mis en scène par Nick Gray avec pour assistant un des frères d'Hilarie, Billy Burton. Une saison de 6 épisodes est rapidement annoncée.
Durant l'été, on apprend aussi que Nick a écrit Le film Pedestrian écrit par Nick Gray est en cours de production, mais comme le projet demande beaucoup de moyens et que les fans s'impatientent, celui-ci écrit un court métrage rapide à réaliser : True love tale of boyfriend and gilfriend. Hilarie Burton et Austin Nichols (Julian Baker dans Les Frères Scott) ont les deux uniques rôles et y jouent deux jeunes gens amoureux des choses de la vie et amoureux l'un de l'autre. Le film, tourné en avril 2009, est finalisé en décembre. Il est rapidement mis en téléchargement sur le site de la société.
Hilarie Burton, Nick Gray et Kelly Tenney ayant l'habitude de lire des passages de livres d'auteurs locaux dans des vidéos postées sur leur site, découvrent qu'une librairie de Wilmington consacre un espace à ces livres qui suscitent un vif intérêt chez les habitants. Fin 2009, Hilarie Burton annonce qu'elle termine d'écrire un livre pour enfants et que la boîte de production lance un projet de BD mais on apprend plus tard que l'artiste principal qui devait participer s'est retiré du projet.
Si l'année 2009 a été riche en événements pour Southern Gothic, tout cela retombe rapidement (sans doute en raison de la naissance du fils d'Hilarie, à son nouveau rôle dans FBI : Duo très spécial et à son déménagement à New York). Les cinq autres épisodes prévus de la web-série The Friendship Union Community Theater ne voient jamais le jour, tout comme les projets de livres et BD, et le film écrit par Nick. Cependant, on apprend en juillet 2011 qu'Hilarie a écrit une pièce qui sera produite lors d'un festival organisé par Nick. Le site et le blog disparaissent en 2013 mais en octobre de la même année, lors de la première convention From Wilmington To Paris réunissant les acteurs des Frères Scott, Hilarie confie que des projets sont toujours en cours avec Southern Gothic.

## Filmographie

### Cinéma

#### Longs métrages
- 2005 : Our Very Own (en) de Cameron Watson (en) : Bobbie Chester
- 2007 : The List de Gary Wheeler (en) : Jo Johnston
- 2007 : Normal Adolescent Behavior de Beth Schacter : Ryan
- 2008 : Solstice de Daniel Myrick : Alicia
- 2009 : Le Secret de Lily Owens de Gina Prince-Bythewood : Deborah Owens
- 2010 : Bloodworth (en) de Shane Dax Taylor : Hazel
- 2015 : Growing Up Smith (en) de Frank Lotito (en) : Nancy Brunner

#### Courts métrages
- 2009 : The True-Love Tale of Boyfriend & Girlfriend de Nicholas Gray : Boyfriend

### Télévision

#### Séries télévisées
- 2002 : Dawson, épisode 19, Ce que veulent les filles : VJ Hilarie
- 2003 – 2009 : Les Frères Scott, saisons 1 à 6, 130 épisodes dont 3 réalisations : Peyton Sawyer Scott
- 2008 : Little Britain USA, épisode 6 : une étudiante lesbienne
- 2010 – 2013 : FBI : Duo très spécial, saisons 2 à 4, 25 épisodes : Sara Ellis
- 2012 : Castle, épisode Une vie de chien : Kay Cappuccio
- 2013 : Grey's Anatomy, épisodes  Les Maux magiques, Être prêt et Dans la tourmente : Dr Lauren Boswell
- 2013 : Hostages : épisodes 2, 3, 4 et 11  : Samantha, maîtresse et assistante de Brian Sanders
- 2013 : The List : Maddie Soto (pilote non retenu par 20th Century Fox Television)
- 2014 : Forever, épisodes Par soumission : Iona Payne ;  et Photo souvenir : Molly Dawes
- 2015 : Extant, saison 2, épisodes 2 à 7  : Anna Schaefer
- 2016 : Togetherness, épisode Retour aux sources : Kennedy
- 2016 - 2017 : L'Arme fatale, saisons 1 et 2, 6 épisodes : Karen Palmer
- 2020 : Council of Dads (en) : Margot
- 2021 : The Walking Dead, épisode Il était une fois Negan : Lucille Smith

#### Téléfilms
- 2012 : La Liste du Père Noël de David Mackay : Krissy Kringle
- 2013 : Autant en emporte Noël de Leslie Hope : Katherine
- 2015 : Coup de foudre en sursis de Robert Iscove : Josie Mayfield
- 2015 : Le Renne des neiges de Gary Yates : Annie Miller
- 2016 : French Romance de Pat Kiely : Terry Russell
- 2018 : La Proposition de Noël de Monika Mitchell : Jolie Guidry
- 2019 : Un baiser pour Noël d'Emily Moss Wilson : Faith

### Comme productrice
- 2009 : The True-Love Tale of Boyfriend & Girlfriend (court métrage, réalisatrice, productrice et créatrice des costumes)
- 2015 : The Thousand Year Journey de Kenny Laubbacher (documentaire, productrice exécutive)
- 2018 : A Girl Named C de Emily Kassie (en) (documentaire, productrice exécutive)

## Voix françaises
En France, Laura Préjean est la voix française régulière d'Hilarie Burton.
En France
| - Laura Préjean dans : - Les Frères Scott (série télévisée) - FBI : Duo très spécial (série télévisée) - La Liste du Père Noël (téléfilm) - Autant en emporte Noël (téléfilm) - Castle (série télévisée) - Grey's Anatomy (série télévisée) - Hostages (série télévisée) - Extant (série télévisée) - Coup de foudre en sursis (téléfilm) - French Romance (téléfilm) - L'Arme fatale (série télévisée) - La Proposition de Noël (téléfilm) - Un baiser pour Noël (téléfilm) - Council of Dads (en) (série télévisée) | - Julie Dumas dans : - Forever (série télévisée) - The Walking Dead (série télévisée) Et aussi - Barbara Tissier dans Togetherness (série télévisée) |

## Distinctions
Sauf indication contraire ou complémentaire, les informations mentionnées dans cette section proviennent de la base de données IMDb.

### Récompenses
- 2008 : Festival du film de Hollywood : Meilleure distribution dans un drame pour Le Secret de Lily Owens, partagée avec Paul Bettany, Dakota Fanning, Jennifer Hudson, Alicia Keys, Queen Latifah et Sophie Okonedo

### Nominations
- Teen Choice Awards 2004 : 
  - Meilleure actrice dans une série télévisée dramatique pour Les Frères Scott
  - Meilleure révélation féminine dans une série télévisée dramatique pour Les Frères Scott
- Teen Choice Awards 2005 : Meilleure actrice dans une série télévisée dramatique pour Les Frères Scott
- Teen Choice Awards 2008 : Meilleure actrice dans une série télévisée dramatique pour Les Frères Scott